# Mark Vines
Mark Vines est un ancien joueur américain de tennis, né le 23 février 1957 à Richmond.

## Carrière
Son principal fait d'armes est d'avoir remporté le tournoi de Paris en 1981, tout juste huit mois après son début chez les professionnels et à sa septième participation à un tournoi ATP en simple. Il avait auparavant atteint deux finales sur le circuit Challenger à Ogun et Chichester, ainsi que le 3e tour à l'US Open. Lors du tournoi de Paris, qu'il dispute en étant classé au-delà de la 150e place mondiale, il crée tout d'abord la surprise en écartant Harold Solomon au 1er tour et surtout Yannick Noah en demi-finale. En 1982, après 16 défaites consécutives dans des tournois ATP, il remporte le dernier match de sa carrière à Ancône contre Antonio Zugarelli. Il a connu un peu plus de succès en double avec un titre Challenger à Kaduna, ainsi que deux demi-finales et cinq quarts.

## Palmarès

### Titres en simple messieurs
| No | Date       | Nom et lieu du tournoi | Catégorie | Dotation | Surface         | Finaliste     | Score         |  |
| -- | ---------- | ---------------------- | --------- | -------- | --------------- | ------------- | ------------- |  |
| 1  | 26-10-1981 | Open de Paris, Paris   |           | 50 000 $ | Moquette (int.) | Pascal Portes | 6-2, 6-4, 6-3 |  |

## Parcours dans les tournois duGrand Chelem

### En simple
| Année | Open d'Australie | Open d'Australie | Internationaux de France | Internationaux de France | Wimbledon | Wimbledon | US Open        | US Open  |
| ----- | ---------------- | ---------------- | ------------------------ | ------------------------ | --------- | --------- | -------------- | -------- |
| 1981  | —                | —                | —                        | —                        | —         | —         | 3e tour (1/16) | I. Lendl |
| 1982  | —                | —                | 1er tour (1/64)          | J. Granát                | —         | —         | —              | —        |

N.B. : à droite du résultat se trouve le nom de l'ultime adversaire.

### En double
| Année | Open d'Australie | Open d'Australie | Internationaux de France  | Internationaux de France | Wimbledon | Wimbledon | US Open                    | US Open              |
| ----- | ---------------- | ---------------- | ------------------------- | ------------------------ | --------- | --------- | -------------------------- | -------------------- |
| 1981  | —                | —                | —                         | —                        | —         | —         | 1er tour (1/32) S. Meister | M. Bauer J. Benson   |
| 1982  | —                | —                | 2e tour (1/16) H. Ismail  | H. Günthardt B. Tarocsy  | —         | —         | —                          | —                    |
| 1983  | —                | —                | —                         | —                        | —         | —         | 1er tour (1/32) J. Mattke  | R. Harmon M. Purcell |
| 1984  | —                | —                | 2e tour (1/16) S. Brawley | J. Nyström S. Simonsson  | —         | —         | —                          | —                    |

N.B. : le nom du ou de la partenaire se trouve sous le résultat ; le nom des ultimes adversaires se trouve à droite.